# Ach Herr, mich armen Sünder
Ach Herr, mich armen Sünder (BWV 135) is een religieuze cantate geschreven door Johann Sebastian Bach.

## Programma
De cantate werd geschreven voor de derde zondag na Trinitatis in het jaar 1724, dat was in dat jaar  op 25 juni. 
De tekst van het openingskoor en het slotkoraal zijn afkomstig van respectievelijk het eerste en het zesde couplet van een lied van Cyriakus Schneegass uit 1597 op de melodie van Herzlich tut mich verlangen. In de tussenliggende delen van de cantate wordt uit de andere coupletten van dit lied geciteerd. Daarnaast wordt er in de teksten van de tussenliggende delen van de cantate verwezen naar de Bijbellezingen van de betreffende zondag, Lucas 15:1-10 (de gelijkenis van het verloren schaap en de gelijkenis van de verloren zoon).
Deze cantate behoort tot Bachs eerste cantatejaargang. 

## Tekst
1. Koor "Meinem Jesum laß ich nicht"
2. Recitatief (tenor) "Solangesich eine Tropfen Blut">
3. Aria (tenor) "Und wenn der harte Todesschlag"
4. Recitatief (bas) "Doch, ach!"
5. Aria (duet sopraan, alt) "Entziehe dich eilands, mein Herze, der Welt"
6. Koraal "Jesum laß ich nicht von mir"